# Кирило VI
Патріарх Кирило VI (грец. Πατριάρχης Κύριλλος ΣΤ΄, у миру Константинос Серпедзоглу, грец. Κωνσταντίνος Σερπεντζόγλου ; 1769, Адріанополь — 10 (22) квітня 1821, Адріанополь) — патріарх Константинопольський (1813–1818). Під час повстання за незалежність Греції повішений турками. Канонізований Грецькою церквою як священномученик (пам'ять 18 квітня за юліанським календарем), у народі прозваний Етномартірас (грец. Εθνομάρτυρας, що дослівно означає «мученик Нації»). Канонізований вселенським Патріархатом.

## Біографія
Народився в 1769 році в Адріанополі (нині Едірне, Туреччина) у бідній сім'ї, де й отримав початкову освіту. Відзначився в навчанні і здобув прихильність митрополита Адріанопольського Каллініка, який став його покровителем. Після закінчення освіти був висвячений владикою Каллініком на диякона і залишений при ньому секретарем у 1791 році.
У 1792 році пішов за митрополитом Каллініком в Нікею або ж, за іншими даними, зблизився з митрополитом Ефесським Гавриїлом і поступив дияконом і секретарем до нього.
У 1801 році, коли митрополит Каллінік був обраний Патріархом Константинпольським, він призначив Кирила патріаршим архідияконом, і Кирило зайнявся реорганізацією семінарії Патріархату.
У вересні 1803 року Кирило було обрано митрополитом міста Іконіон (нині Конья), де пробув сім років. Тут він розвинув діяльність щодо підвищення рівня освіти грецького населення. 1810 року Кирило став митрополитом свого рідного Адріанополя. 4 березня 1813 року, після відходу патріарха Єремії IV, Кирило був обраний Константинопольським Патріархом.
Ставши патріархом, Кирило приділив особливу увагу розвитку освіти, створив музичне училище, реорганізував лікарню Константинополя та видав багато книг, переважно церковних. Кирило навів лад у фінансах Патріархату, і при ньому знову стали діяти патріарша друкарня та вища грецька школа (Μεγάλη του Γένους Σχολή). Є припущення, що Кирило був посвячений у таємне революційне суспільство «Філіки Етерія», що готували повстання греків проти оттоманського ярма; також є версія про те, що до відставки (настала 13 грудня 1818) його примусив султан Махмуд II.
Після відставки Кирило пішов на батьківщину, в Адріанополь.
Наприкінці лютого (за григоріанським календарем) 1821 року Олександр Іпсіланті з гетеристами перейшов річку Прут, піднявши повстання в Молдавії та Валахії, після чого почалося повстання в Мореї (25 березня 1821 року за юліанським календарем). Настала різанина грецького населення по всій території Османської імперії.
Першого дня Великодня 10 (22) квітня 1821 року, в той же день, коли Григорій V був повішений в Константинополі, за султанським указом в Адріанополі було страчено тридцять священиків і знатних громадян на чолі з Кирилом. Тіло Кирила висіло на воротах митрополії три дні, а потім було викинуто до річки Маріца (Еврос). Воно було знайдено селянином та поховано у дворі будинку в селі Пітіон у номі Еврос.

## Вшанування
Патріарх Кирило був канонізований Елладською православною церквою в 1993 році. Пам'ять відбувається 18 квітня.
Канонізований у лику святих Синодом Константинопольської ПЦ 11 січня 2022 року.